# Prefettura di Sangha-Mbaéré
La prefettura di Sangha-Mbaéré è una delle due prefetture economiche della Repubblica Centrafricana. La sua capitale è Nola. 